# Champ mental
Champ mental (titre original : Try To Remember And Six Other Short Stories) est un recueil de nouvelles de science-fiction de Frank Herbert publié pour la première fois en France en 1987.
Il reprend des nouvelles des recueils anglophones Eye et The Book of Frank Herbert, jamais publiées auparavant en un livre unique.

## Nouvelles

### Essayez de vous souvenir
- Titre original : Try to Remember !.
- Parution aux États-Unis : 1961.
- Parutions en France : 
  - recueil Champ mental, éd. Pocket, coll. « Pocket Science-fiction », 2e trimestre 1987, traduction de Claire Fargeot, couverture de Wojtek Siudmak  (ISBN 2-266-02024-2) ; réédité en 1990, 1996, 1998, 2006.
  - Frank Herbert - Nouvelles, tome 1 (1952-1962)  (ISBN 978-2-84344-976-5), éd. Le Bélial, collection Kvasar, 2021, pages 397 à 433.
- Résumé : Un vaisseau spatial immense atterrit dans le désert et met l'humanité au défi de communiquer. Seule Francine Muller réussira à relier ses expériences à celles des Visiteurs.

### Meurtre vital
- Titre original : Murder Will In.
- Parution aux États-Unis : 1970.
- Parutions en France : 
  - recueil Champ mental, éd. Pocket, coll. « Pocket Science-fiction », 2e trimestre 1987, traduction de Claire Fargeot, couverture de Wojtek Siudmak  (ISBN 2-266-02024-2) ; réédité en 1990, 1996, 1998, 2006.
  - in Frank Herbert - Nouvelles, tome 2 (1964-1979)  (ISBN 978-2-84344-982-6), éd. Le Bélial, collection Kvasar, 2021, pages 265 à 295.
- Résumé : Un être double, nommé Tegas/Bacit, est forcé de se trouver un nouvel hôte humain, au risque d'alarmer la société totalitaire dans laquelle il évolue.

### Champ mental
- Titre original : Mindfield !.
- Parution aux États-Unis : 1962.
- Parutions en France : 
  - recueil Champ mental, éd. Pocket, coll. « Pocket Science-fiction », 2e trimestre 1987, traduction de Claire Fargeot, couverture de Wojtek Siudmak  (ISBN 2-266-02024-2) ; réédité en 1990, 1996, 1998, 2006.
  - Frank Herbert - Nouvelles, tome 1 (1952-1962)  (ISBN 978-2-84344-976-5), éd. Le Bélial, collection Kvasar, 2021, pages 435 à 472.
- Résumé : Quelques siècles après la guerre nucléaire totale, l'humanité est régie par des prêtres vaguement bouddhistes dont le credo est la non-violence absolue. Leur immobilisme délétère est brisé par l'apparition d'un prêtre rebelle. La guerre robotisée risque alors de se rallumer.

### Martingale
- Titre original : Gambling Device.
- Parution aux États-Unis : The Book of Frank Herbert, 1973.
- Parutions en France : 
  - recueil Champ mental, éd. Presses Pocket, coll. « Pocket Science-fiction », 2e trimestre 1987, traduction de Claire Fargeot, couverture de Wojtek Siudmak  (ISBN 2-266-02024-2) ; réédité en 1990, 1996, 1998, 2006.
  - in Frank Herbert - Nouvelles, tome 2 (1964-1979)  (ISBN 978-2-84344-982-6), éd. Le Bélial, collection Kvasar, 2021, pages 321 à 327.
- Résumé : Hal et Ruth viennent de se marier, ils sont en voyage de noces. S'étant trompés de chemin, ils arrivent à un hôtel étrange situé en plein désert. Ils y louent une chambre. On leur annonce que c'est un lieu où il est interdit de jouer et de parier. Peu de temps après ils découvrent qu'ils sont prisonniers du lieu et qu'ils risquent d'y rester longtemps. Tous ceux qui parient ou qui jouent, et tout ce qui sert à parier, est « effacé ». Comment faire pour échapper à cet endroit maléfique ? Hal suppose que l'hôtel est une maison de repos extraterrestre pour joueurs pathologiques. Hal a l'idée de parier sur l'existence de l'hôtel. Ce dernier, obéissant à son programme, est alors forcé de « s'auto-effacer ». Hal et Ruth se retrouvent, libres, en plein milieu du désert.
- Article connexe : Martingale.

### Chiens perdus
- Titre original : The Gone Dogs.
- Parution initiale aux États-Unis : novembre 1954, Amazing Stories.
- Parutions en France : 
  - recueil Champ mental, éd. Pocket, coll. « Pocket Science-fiction », 2e trimestre 1987, traduction de Claire Fargeot, couverture de Wojtek Siudmak  (ISBN 2-266-02024-2) ; réédité en 1990, 1996, 1998, 2006.
  - Frank Herbert - Nouvelles, tome 1 (1952-1962)  (ISBN 978-2-84344-976-5), éd. Le Bélial, collection Kvasar, 2021, pages 85 à 103.
- Résumé : En quelques semaines, une panzootie terrible et inattendue détruit la race canine : chiens domestiques, coyotes, loups, etc., meurent par millions des suites de l'effet d'un virus dont on n'a aucun antidote. Le biologiste Varley Trent contacte une espèce extraterrestre alliée résidant sur la planète Vega afin que les Véghans viennent en aide aux Humains pour tenter de sauver les quelques chiens restant sur Terre. Mais les Véghans procèdent à des expériences génétiques sur les animaux qui leur sont confiés ; les deux dernières phrases de la nouvelle sont : « Les chiens avaient la tête familière des beagles, leur pelage brun et blanc. Ils avaient tous six pattes. ».
- Lien externe : Fiche sur iSFdb

### Le Comité du tout
- Titre original : Committee of the Whole.
- Parution aux États-Unis : 1964.
- Parutions en France : 
  - recueil Champ mental, éd. Pocket, coll. « Pocket Science-fiction », 2e trimestre 1987, traduction de Claire Fargeot, couverture de Wojtek Siudmak  (ISBN 2-266-02024-2) ; réédité en 1990, 1996, 1998, 2006.
  - in Frank Herbert - Nouvelles, tome 2 (1964-1979)  (ISBN 978-2-84344-982-6), éd. Le Bélial, collection Kvasar, 2021, pages 85 à 101.
- Résumé : William R. Custer provoque un improbable procès télévisé au sujet des terres indiennes. Au lieu de plaider sa cause, il se met à décrire, en direct, la fabrication d'un objet complexe. Puis il révèle qu'il s'agit d'une arme extrêmement avancée de sa conception, et qu'il souhaite ainsi donner à chacun le moyen de se défendre dans la guerre généralisée qu'il sent venir.

### Selon les règles
- Titre original : By the Book.
- Parution aux États-Unis : 1966.
- Parutions en France : 
  - recueil Champ mental, éd. Pocket, coll. « Pocket Science-fiction », 2e trimestre 1987, traduction de Claire Fargeot, couverture de Wojtek Siudmak  (ISBN 2-266-02024-2) ; réédité en 1990, 1996, 1998, 2006.
  - in Frank Herbert - Nouvelles, tome 2 (1964-1979)  (ISBN 978-2-84344-982-6), éd. Le Bélial, collection Kvasar, 2021, pages 171 à 194.
- Résumé : Ivar Norris Gump doit réparer le complexe et dangereux système qui, depuis la Terre, propulse les vaisseaux de colonisation interstellaire. Il découvre que ce rayon peut le téléporter sur les planètes-cibles.

## Édition française
- Aux éditions Pocket, coll. « Science-fiction », 2e trimestre 1987, traduction de Claire Fargeot, couverture de Wojtek Siudmak,  (ISBN 2-266-02024-2) ; réédité en 1990, 1996, 1998, 2006.